# Sztort
Sztort, dulcian – dawny instrument muzyczny z grupy aerofonów stroikowych, prototyp fagotu. Zbudowany jest ze smukłego, jednolitego klocka drewna, w którym wydrążone są dwa równoległe, lekko koniczne kanały połączone u dołu wygiętą w kolanko rurą. Korpus posiada siedem otworów bocznych, podczas gry zatykanych palcami. Drugi kanał jest nieco dłuższy od pierwszego; jego zakończenie stanowi czarę głosową. W otwór wlotowy pierwszego wstawiona jest zakrzywiona metalowa rurka, na którą nasadza się podwójny stroik.
W Polsce miał nazwę sztort, w Anglii – curtal, we Włoszech i w innych krajach europejskich – dulcian.
Budowany był w pięciu, czasami w sześciu wielkościach: sopran (dyszkant), alt, tenor, baryton, bas, i kontrabas (w Niemczech pod nazwą Choristfagott). Razem tworzyły rodzinę o łącznej skali od F1 do c2. Niektóre instrumenty dookreślane mianem gedackt miały wylot zakryty perforowaną pokrywką, która – wbrew nazwie oznaczającej całkowicie zamkniętą piszczałkę – tłumiła dźwięk, nie obniżając przy tym jego wysokości.

## Historia

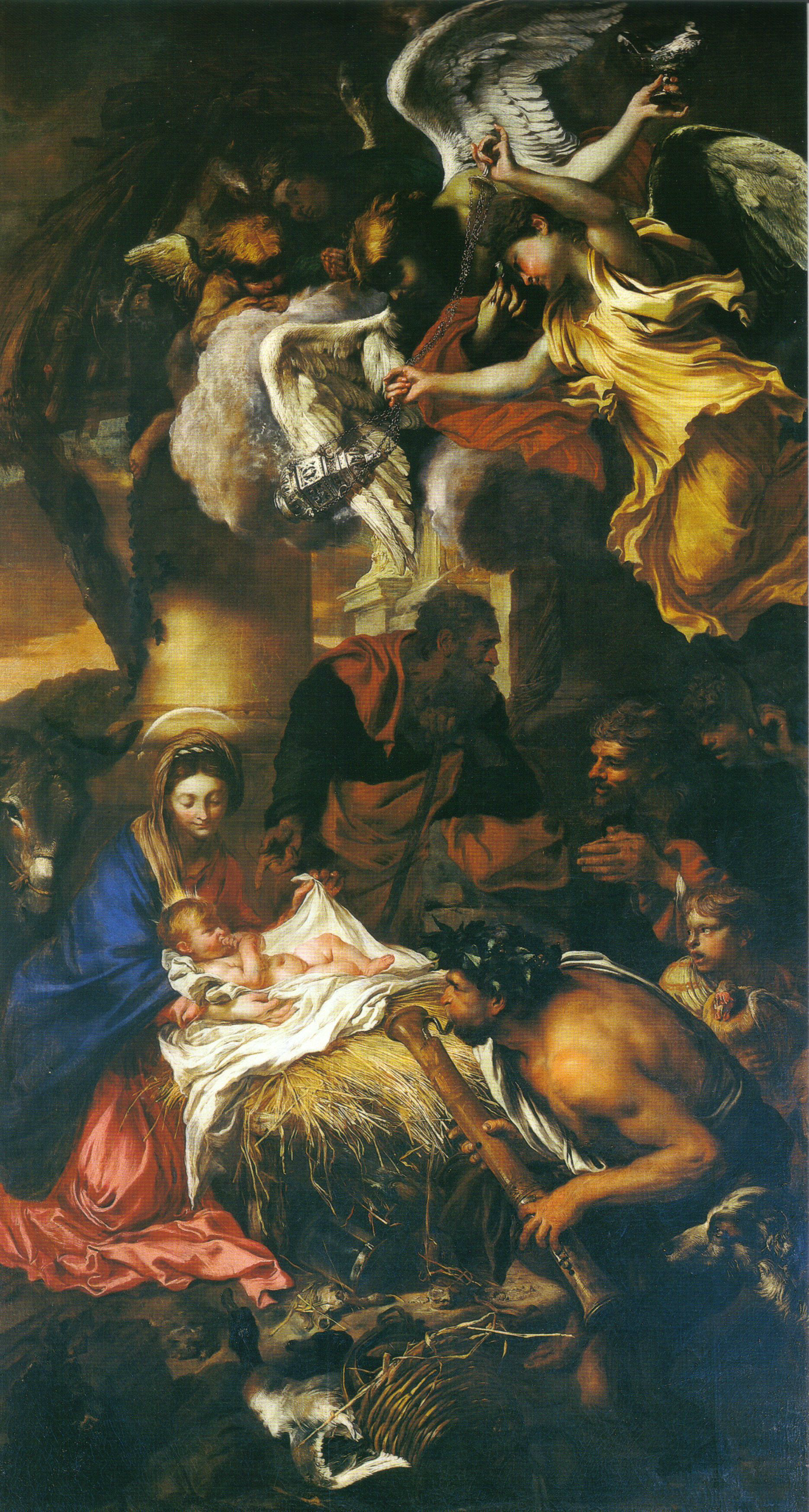
„Adoracja pasterzy” – obraz Il Grechetta z Kościół św. Łukasza w Genui. U dołu muzyk grający na sztorcie

Wynaleziony w XVI wieku, prawdopodobnie we Włoszech, do realizacji generałbasu, jako mniej hałaśliwy niż ówczesne instrumenty dęte blaszane instrument akompaniujący chórom. Należał do najpopularniejszych instrumentów w muzyce renesansu i baroku. Rozpowszechniony był w XVI wieku w kapelach dworskich i kościelnych.
W polskich źródłach historycznych pojawił się pod koniec XVI wieku, w piśmiennictwie dotyczącym praktyki muzycznej. Kilkadziesiąt sztuk odnotowanych jest w inwentarzu budowniczego instrumentów Bartłomieja Kiejchera.
W XVII wieku sztort został wyparty przez fagot i wyszedł z użycia. Lokalnie (np. w Hiszpanii) używany był bez przerwy do wieku XX.